# Élection présidentielle santoméenne de 2001
Une élection présidentielle s'est déroulée sur l'archipel de Sao Tomé-et-Principe le 29 juillet 2001. Il s'agit de la troisième élection présidentielle depuis 1990 et l'instauration du multipartisme.

## Contexte
Le président sortant Miguel Trovoada ne peut constitutionnellement pas participer à l'élection, ayant déjà exercé la fonction pendant deux mandats de cinq ans.

## Candidats
Les deux principaux prétendants au poste sont Fradique de Menezes, homme d'affaires, et Manuel Pinto da Costa, ancien président et fondateur de l'ancien parti unique, le Mouvement pour la libération de Sao Tomé-et-Principe – Parti social-démocrate. Les autres candidats sont Carlos Tiny (ministre de la Santé), Victor Monteiro (capitaine de réserve) et Francisco Fortunato Pires (président de l'Assemblée nationale).
L'élection, jugée libre et équitable par les observateurs internationaux, a été remportée dès le premier tour par Menezes. Il prête serment et devient le troisième président de Sao Tomé-et-Principe le 3 septembre 2001. Le taux de participation a été de 70,7 %.

## Résultats
Les résultats officiels publiés par la Cour suprême sont Menezes (54,36 %), da Costa (39,39 %), Tiny (3,22 %), Monteiro (0,86 %), Pires (0,68 %) et bulletins blancs et nuls (1,49 %). Les pourcentages donnés dans le tableau suivant ne tiennent pas compte des bulletins blancs et nuls.
| Candidat         | Candidat                  | Parti                                                                         | Votes  | %      |
| ---------------- | ------------------------- | ----------------------------------------------------------------------------- | ------ | ------ |
|                  | Fradique de Menezes       | Action démocratique indépendante                                              | 25 896 | 55,18  |
|                  | Manuel Pinto da Costa     | Mouvement pour la libération de Sao Tomé-et-Principe – Parti social-démocrate | 18 762 | 39,98  |
|                  | Carlos Tiny               |                                                                               | 1 532  | 3,26   |
|                  | Victor Monteiro           |                                                                               | 410    | 0,87   |
|                  | Francisco Fortunato Pires |                                                                               | 332    | 0,71   |
| Total            | Total                     |                                                                               | 46 932 | 100,00 |
| Votants inscrits | Votants inscrits          |                                                                               | 67 374 |        |
| Votes exprimés   | Votes exprimés            |                                                                               | 47 635 |        |
| Bulletins nuls   | Bulletins nuls            |                                                                               | 703    |        |